# Paola Ruggeri
Paola Laura Ruggeri Ghigo (14 de julio de 1961, en Papelón, Portuguesa, Venezuela; es una nadadora, modelo y reina de belleza venezolana, ganadora de los concursos de Miss Venezuela 1983 y Miss Suramérica 1983. 

## Biografía
Paola Ruggeri tiene ascendencia italiana, siendo su padre nacido en Sicilia y su madre en Lombardia.
A la edad de siete años (promovida por su hermana Patrizia) decide incursionar en la natación en el Club Puerto Azul, logrando, desde entonces, una gran cantidad de medallas en diversas competencias nacionales. Su notable desempeño en las piscinas, la llevó a ser una de las delegadas de Venezuela en el Campeonato Suramericano de Natación de 1974, celebrado en Medellín (Colombia), en el cual rompió récords regionales en los 100 y 200 m, en el estilo espalda. Su destacada actuación en esa justa deportiva, hizo que el Círculo de Periodistas Deportivos de Venezuela, la nombraran con la distinción de "Atleta del Año 1974".
Su consolidación como una de las más prominentes nadadoras del país, le permitió formar parte del grupo de atletas venezolanos que asistió a las Olimpíadas de Montreal de 1976, en la cual tuvo una destacada participación.
Paralelo a su desempeño deportivo, cursaba la carrera de Ciencias Administrativas y Gerenciales, en la Universidad Metropolitana.
En 1980 hizo desfiles de moda donde fue elegida como la "Reina de Puerto Azul".
Años más tarde, decide participar en el Miss Venezuela 1983, gracias a la iniciativa de Osmel Sousa e Irene Sáez. Ruggeri portó la banda del estado Portuguesa, siendo así una de las 22 candidatas que disputaron el cetro nacional en ese año, cuya final se escenificó el jueves 5 de mayo de 1983, en el Teatro del Hotel Macuto Sheraton, en Caraballeda, estado Vargas. Luego de escrutar los votos del jurado, Ruggeri figuró como la ganadora del concurso Miss Venezuela, recibiendo la corona de manos de Ana Teresa Oropeza, Miss Venezuela 1982.
Ruggeri asistió a dos concursos. Primeramente, fue al Miss Suramérica 1983, celebrado en el Coliseo Amauta, en Lima (Perú), en el cual obtuvo la corona, entre 10 aspirantes al título. Seguidamente, concurrió al Miss Universo 1983, cuya final se escenificó en St. Louis, Estados Unidos. En dicho certamen, clasificó entre las doce semifinalistas, siendo la única latinoamericana en llegar hasta dicha instancia en aquella oportunidad.
Los puntajes oficiales de las Candidatas en el Miss Universo 1983 fueron los siguientes:
| País           | Promedio preliminar | Entrevista | Traje de baño | Traje de noche | Promedio semifinal |
| -------------- | ------------------- | ---------- | ------------- | -------------- | ------------------ |
| Nueva Zelanda  | 8.325 (6)           | 9.081 (3)  | 9.177 (4)     | 9.358 (2)      | 9.205 (3)          |
| Italia         | 7.956 (12)          | 8.644 (9)  | 8.922 (8)     | 9.016 (10)     | 8.860 (9)          |
| Singapur       | 8.222 (7)           | 8.658 (8)  | 8.766 (10)    | 9.161 (8)      | 8.861 (8)          |
| Venezuela      | 8.464 (2)           | 8.666 (7)  | 9.088 (7)     | 9.338 (3)      | 9.030 (7)          |
| Irlanda        | 8.353 (5)           | 9.244 (1)  | 9.161 (5)     | 9.192 (6)      | 9.199 (4)          |
| Noruega        | 8.089 (11)          | 8.486 (10) | 8.505 (12)    | 8.822 (11)     | 8.604 (11)         |
| Suiza          | 8.395 (3)           | 9.138 (2)  | 9.220 (3)     | 9.338 (3)      | 9.232 (2)          |
| España         | 8.098 (9)           | 8.261 (12) | 8.577 (11)    | 8.788 (12)     | 8.542 (12)         |
| Inglaterra     | 8.385 (4)           | 9.027 (4)  | 9.244 (2)     | 9.172 (7)      | 9.147 (5)          |
| Finlandia      | 8.143 (8)           | 8.427 (11) | 8.888 (9)     | 9.144 (9)      | 8.573 (10)         |
| Estados Unidos | 8.708 (1)           | 8.916 (5)  | 9.333 (1)     | 9.455 (1)      | 9.234 (1)          |
| Alemania       | 8.091 (10)          | 8.872 (6)  | 9.094 (6)     | 9.322 (5)      | 9.096 (6)          |

Es importante notar que en el "promedio preliminar" la Ruggeri estaba de segunda, a poca distancia de la ganadora Miss USA.
Ruggeri aún se mantiene activa en la natación y fue condecorada en el año 2009, con la Orden "Rafael Vidal", otorgada por el Ministerio para el Deporte y la Federación Venezolana de Deportes Acuáticos (Fedeva).[cita requerida]

## Vida personal
En 1989, contrajo matrimonio con Paolo Facci y en 1991 dio a luz a Laura Facci Ruggeri, su única hija.